# Chiautla (Estado de México)
Chiautla (Chiyauhtlah in lingua nahuatl) è un comune dello Stato del Messico ed è anche il nome della città che è il suo centro amministrativo. La città di Chiautla si trova a circa 80 km da Città del Messico in direzione nord-est, a 2.246 m s.l.m. ed ha 8.935 abitanti. 
Il comune di Chiautla conta 11 nuclei abitati ed ha una popolazione di 22.664 abitanti.  Il clima è temperato tutto l'anno, con temperature intorno ai 22 °C durante l'estate e da −3 °C a 18 °C in inverno.